# Orech
Orech (bułg. Орех) – wieś w Bułgarii, w obwodzie Kyrdżali, w gminie Krumowgrad. W 2024 roku liczyła 368 mieszkańców.